# Calyptocephala procerula
Calyptocephala procerula es un coleóptero de la familia Chrysomelidae.
Fue descrita científicamente por primera vez en 1850 por Bohemna.